# Sans scrupule
Pour plus de détails, voir Fiche technique et Distribution.
Sans scrupule (Senza scrupoli) est une comédie érotique italienne réalisée par Tonino Valerii et sortie en 1986.

## Synopsis
Silvia est une ancienne créatrice de mode issue d'une famille de la classe moyenne supérieure, la jeune épouse du riche bijoutier Massimo Combi de Turin. Elle est très séduisante, mais s'ennuie dans son mariage car son mari est froid et égoïste. Un soir, alors qu'elle est seule dans son élégante villa des collines et que son mari est absent, elle ouvre la porte à Diego, un voleur qui traîne dans les bas-fonds de Porta Palazzo (it), qui tente d'abord de la voler puis décide de la violer. En partant, il emporte avec lui un précieux dessin du peintre Andrea del Sarto.
Le mari de Silvia ne fait montre d'aucune compassion pour elle après les violences qu'elle a subies. Il semble plus intéressé par les dommages causés par le vol que par les malheurs de sa femme. La police et son mari, afin d'éviter un scandale familial, tentent de la convaincre de ne pas porter plainte. Silvia décide alors de rechercher son violeur par elle-même, pour se venger et le tuer. Mais lorsqu'elle le retrouve, grâce aux photos d'identité judiciaire de la police, elle réalise qu'il était, à sa manière, le seul à se soucier réellement d'elle et à être proche d'elle. Attirée par les humiliations et les violences qu'elle a subies, elle devient sa maîtresse : elle est prête à tout pour lui, dans un crescendo de violences et de dégradations, tant sociales que sexuelles : elle accepte de l'accompagner dans le vol d'un tableau de Canaletto dans la villa lacustre d'un riche ami, elle prend plaisir à voler des pourboires dans un bar du centre d'Avigliana et, enfin, elle est encouragée à participer à un concours de strip-tease de ménagères pour lui et pour un groupe de vieux voyeurs.
Silvia participe en tant que guetteuse à un braquage de banque à Veillane, au cours duquel Diego tue même un agent de sécurité. Le lendemain, Diego se présente à la villa de Silvia, où il apprend de sa bouche que son mari vient d'acheter un lot de diamants à Valenza, qu'il garde désormais chez lui. Combi rentre tôt chez lui et est menacé avec une arme à feu, mais la police arrive, maintenant sur les talons de Diego, ayant réussi à intercepter un appel téléphonique de Silvia. Dans la fusillade qui suit, Diego est tué, mais Silvia refuse de reprendre sa relation avec son mari, préférant vivre une vie sans scrupules, faite de nouvelles sensations.

## Fiche technique
- Titre français : Sans scrupule[1]
- Titre original italien : Senza scrupoli[2]
- Réalisation : Tonino Valerii
- Scénario : Mino Roli, Vinicio Marinucci (it), Tonino Valerii
- Photographie : Giulio Albonico
- Montage : Antonio Siciliano (it)
- Musique : James Senese, Joe Amoruso (it)
- Décors : Elio Micheli
- Costumes : Francesca Panicali
- Production : Enzo Gallo (it), Lello Scarano
- Société de production : Grandangolo
- Pays de production :  Italie
- Langue de tournage : italien
- Format : Couleur
- Durée : 95 minutes (1 h 35[2])
- Genre : Comédie érotique italienne
- Dates de sortie :
  - Italie : 3 janvier 1986

## Distribution
- Marzio Honorato (it) : Diego Campus
- Sandra Wey (it) : Silvia Combi
- Antonio Marsina (it) : Massimo Combi
- Cinzia De Ponti : Clara
- Vincenzo Cavaliere : Le parrain de Diego
- Alessandra Canale (it)
- Ferruccio Casacci (it)
- Antonio Cippo
- Lorenzo Gobello
- Nicola il Grande
- Giovanni Liboni
- Tullio Lutrario
- Marco Marchisio (it)
- Giuseppe Mendolicchio
- Domiziano Arcangeli (it)

## Production
Le film a été tourné à Turin et à Veillane.